# David Moore
David Moore (Gainesville, 16 gennaio 1995) è un giocatore di football americano statunitense che milita nel ruolo di wide receiver per i Carolina Panthers della National Football League (NFL).

## Carriera

### Seattle Seahawks
Moore al college giocò a football alla East Central University dal 2013 al 2016. Fu scelto nel corso del settimo giro (226º assoluto) del Draft NFL 2017 dai Seattle Seahawks. Fu svincolato il 2 settembre 2017 ma il giorno successivo firmò nuovamente per fare parte della squadra di allenamento. Il 22 novembre 2017 fu promosso nel roster attivo della squadra e debuttò come professionista nella gara dell'ultimo turno contro gli Arizona Cardinals senza fare registrare alcuna ricezione.
Nel quinto turno della stagione 2018 Moore segnò per la prima volta due touchdown su ricezione nella stessa gara nella sconfitta di misura contro i Los Angeles Rams.